# Aicha (Wellheim)
Aicha (mundartlich Moacha) ist ein Gemeindeteil von Wellheim im Wellheimer Trockental im oberbayerischen Landkreis Eichstätt und im Naturpark Altmühltal.

## Geographische Lage
Das Dorf Aicha liegt im Naturpark Altmühltal im Wellheimer Trockental. Es befindet sich 2 km ostnordöstlich des Wellheimer Ortsteils Konstein und 2 km nordöstlich des Wellheimer Kernorts in einer um den ortsnahen Galgenberg herum verlaufenden Schleife des Urdonau-Tals. Durch dessen zwischen Aicha und dem Galgenberg gelegenen Talbereich fließt – bereits oberhalb der am Berg gelegenen Schutterquelle – der Schutter-Oberlauf Johannisgraben.

## Geschichte
Am westlichen Ortsrand ist eine steinzeitliche Siedlung nachgewiesen.

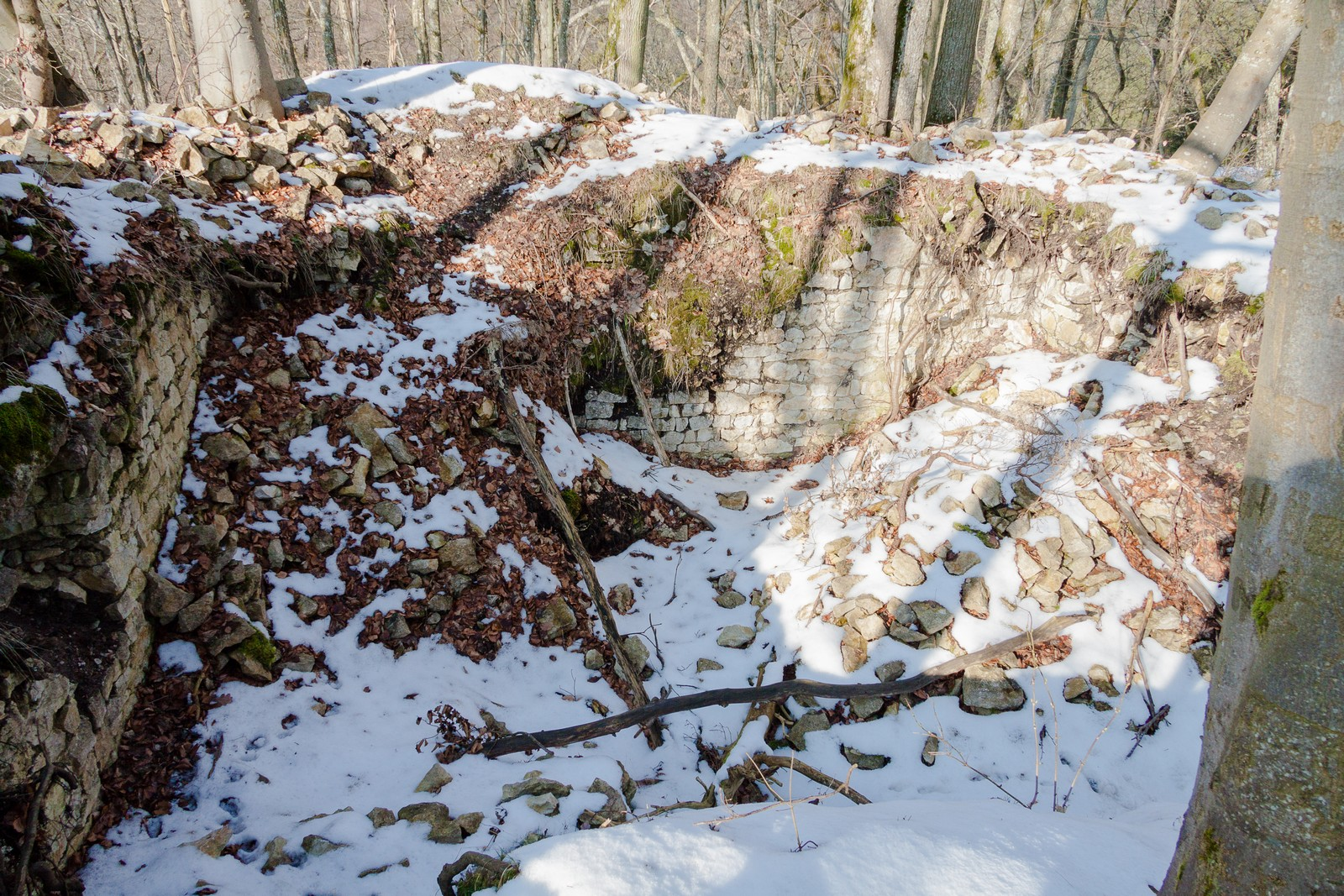
Mauerreste auf dem Gipfel des Burgfelsens

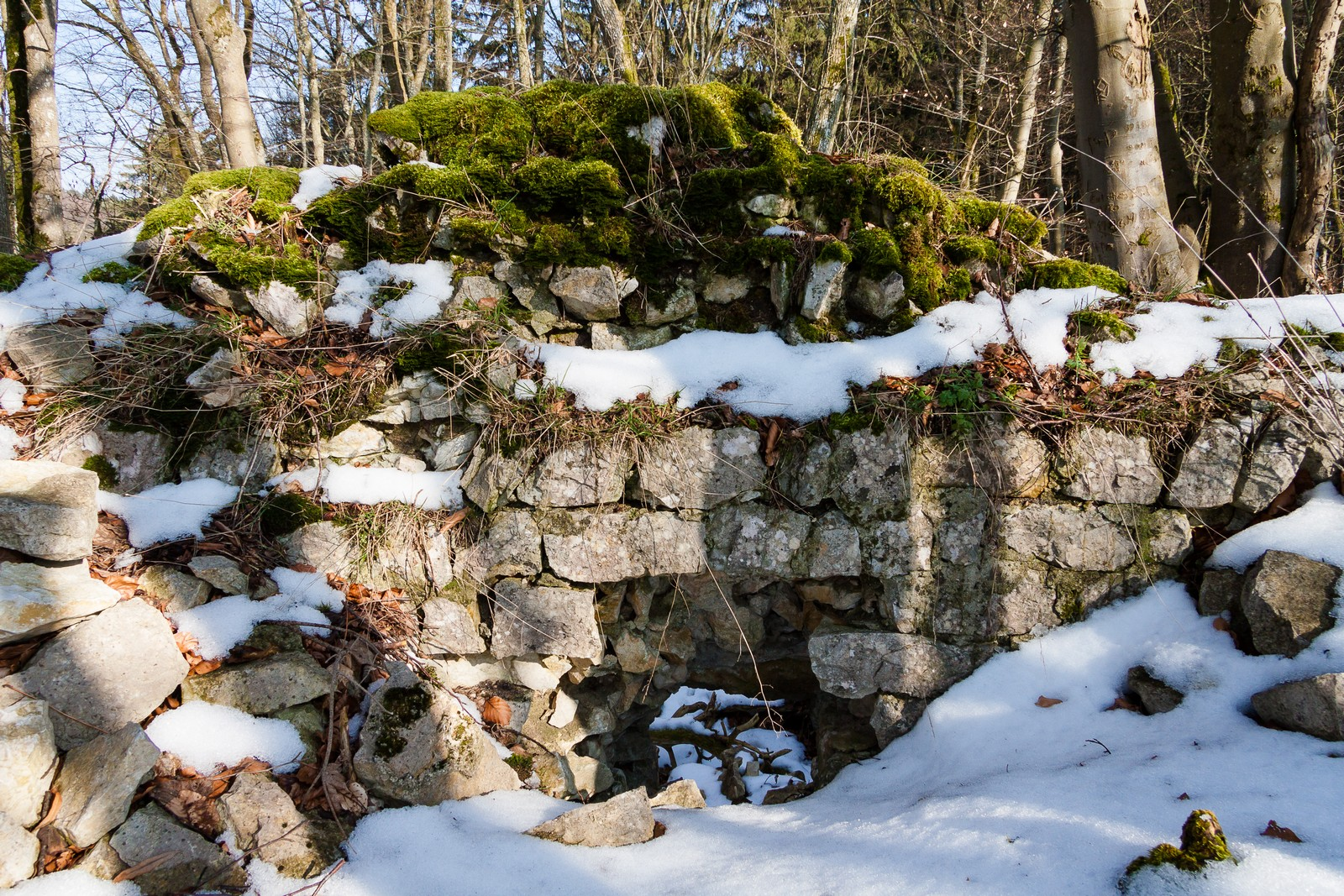
Mauerreste der alten Burg mit Fensteröffnung

Südöstlich des Ortes finden sich auf einem nach allen Seiten steil abfallenden Felsvorsprung Mauerreste der Burg Adlerstein, auch „Alten Bürg“, auch „Altenstein“ und „Adlerstein“ genannt, deren Entstehung und Geschichte noch ungeklärt ist. Vom Namen her vermutet man, dass hier die Vorgängerburg der Burg Wellheim stand. 1398 ist ein Stephan Groß zur Alten Burg erwähnt. Von einem Ritter namens Groß weiß auch eine Sage zu erzählen.
Aicha gehörte verwaltungsmäßig seit alters her zum nahen Konstein, das seit dem frühen 16. Jahrhundert im Territorium von Pfalz-Neuburg lag. 1809 wurde aus Konstein, Aicha und Wielandshöfe der Steuerdistrikt Konstein gebildet und 1811 und 1818 als politische Gemeinde so belassen. Zunächst zum Landgericht Monheim gehörend, kam die Gemeinde 1857 zum Landgericht Eichstätt, seit der Gebietsreform 1972 zum Landkreis Eichstätt.
Die katholische Ortskapelle mit einem nischenartigen Chörchen und einem Dachreiter mit Helmdach, Filialkirchlein der Pfarrei Wellheim, stammt aus der ersten Hälfte des 19. Jahrhunderts. 1983 bestand das Dorf aus sechs landwirtschaftlichen Vollerwerbsbetrieben und einem Gasthaus. Die Einwohnerzahl schwankt seit dem 19. Jahrhundert um 60 herum; die Höchstzahl lag 1950 bei 73.

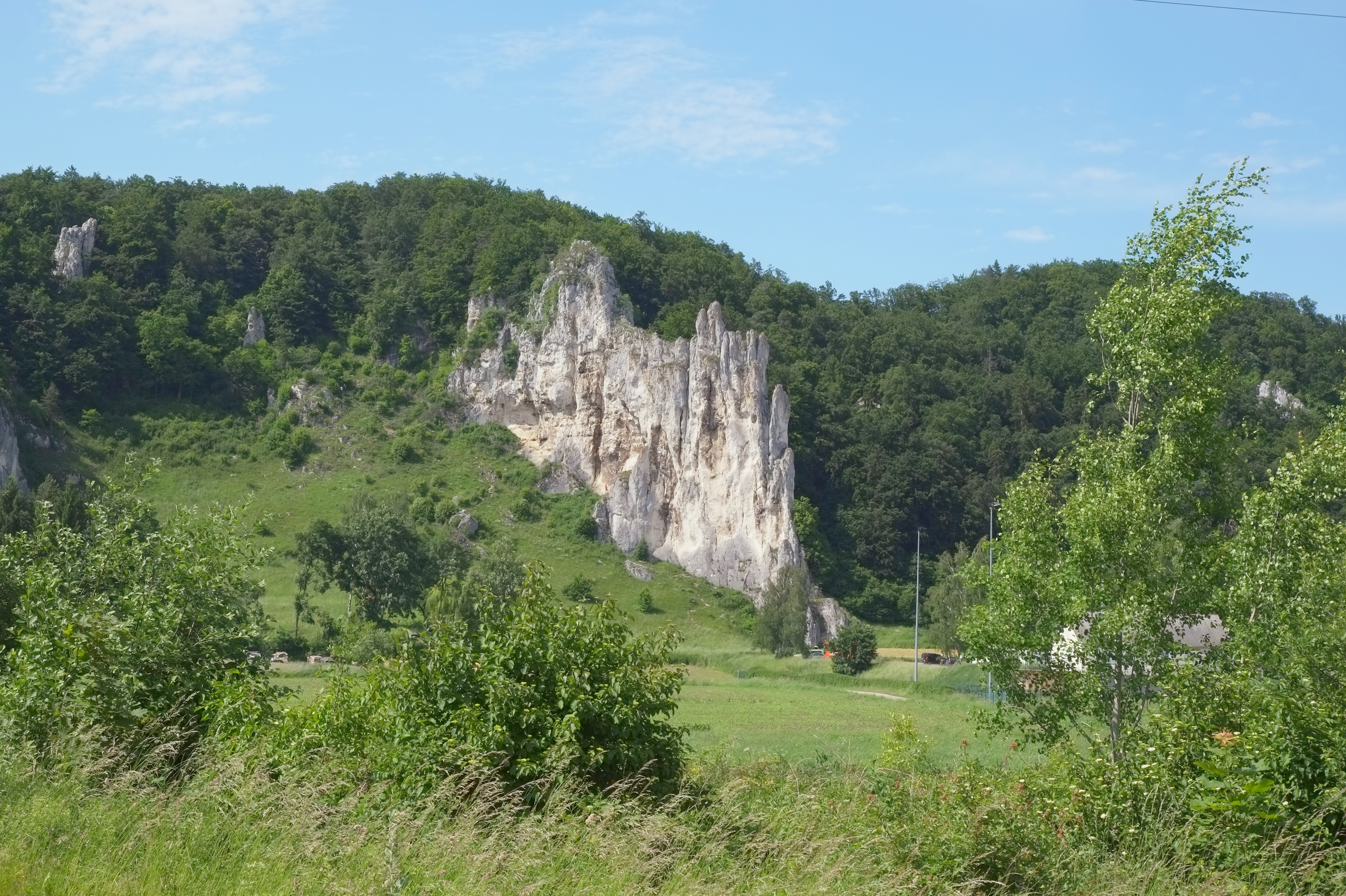
Der Dohlenfelsen bei Konstein

## Kletter- und Wandergebiet
- Bei Konstein bildet der Dolomitgrat Dohlenfelsen einen bekannten Kletterfelsen. Wie Tafeln am Fuß des Felsens bezeugen, kostete der Felsen schon mehrere Kletterer das Leben.
- Nahe dem Dohlenfelsen befindet sich der Klettersteig Oberlandstieg-blau, der mit B/C als mittelschwierig klassifiziert ist.[1]
- 1921 wurde vom Touristenverein Naturfreunde, Ortsgruppe Ingolstadt, bei Aicha das Naturfreundehaus als Unterkunftshaus erbaut. 1969 erfolgte der Neubau eines Bettenhauses.
- In Aicha liegt das Kletterheim Aicha[2][3] der Sektion Ansbach des Deutschen Alpenvereins.
- Die Schlaufe 11 des Altmühltal-Panorama(wander)weges mit einer Gesamtlänge von 17 km führt von Dollnstein am Hang des Wellheimer Trockental durch Konstein nach Wellheim und über Aicha zurück nach Dollnstein. Der 2009 errichtete Urdonautal-Geoweg mit 13 Stationen für die Wanderroute und 15 Stationen für die Radroute führt unter anderem durch Konstein und Aicha. Der Altmühltal-Wallfahrerweg von Wemding über die Ruinenkirche Spindeltal nach Breitenbrunn streift Aicha. Außerdem gibt es in Aicha einen Waldlehrpfad mit 23 Stationen.